# Dog & Butterfly
Dog & Butterfly es el cuarto álbum de estudio de la banda estadounidense Heart, lanzado el 7 de octubre de 1978 por el sello Portrait Records. El disco obtuvo la certificación de doble platino en los Estados Unidos.

## Lista de canciones
1. Cook with Fire – 4:59
2. High Time – 3:24
3. Hijinx – 3:33
4. Straight On – 5:10
5. Dog & Butterfly – 5:22
6. Lighter Touch – 5:05
7. Nada One – 5:22
8. Mistral Wind – 6:45

## Personal
- Ann Wilson – voz, piano
- Nancy Wilson – guitarras, voz
- Roger Fisher – guitarras
- Howard Leese – guitarras, teclados
- Steve Fossen – bajo
- Michael DeRosier – batería